# Mankeli
Mankeli är en ö i Finland. Den ligger i sjön Puula och i kommunen Kangasniemi i den ekonomiska regionen  S:t Michel och landskapet Södra Savolax, i den södra delen av landet, 210 km norr om huvudstaden Helsingfors. Öns area är 7,7 hektar och dess största längd är 0,5 kilometer i sydväst-nordöstlig riktning.